# Парк на поезията
Паркът на поезията (на македонска литературна норма: Парк на поезијата) е парк в град Струга, Северна Македония.
Намира се в непосредствена близост до Центъра за култура и църквата „Свети Никола Дримски“. Всяка година в парка гостуват участници в поетичния фестивал Стружки вечери на поезията. Носителите на наградата „Златен венец“, една от най-престижните поетични награди в Северна Македония, имат паметни плочи в парка.